# Hans van Loozenoord
Hans van Loozenoord (1952) is een Nederlands sportjournalist. Van Loozenoord is sinds 1997 werkzaam voor NOS Studio Sport. Naast commentator van motor- en autosport is hij ook werkzaam als auteur van naslagwerken over de wegracesport. 

## Biografie
Van Loozenoord volgde een opleiding HBS-A en studeerde daarna enige tijd psychologie en Engels Eind jaren zeventig was hij (al) verslaggever bij het blad Motor. In de jaren zeventig en tachtig was hij werkzaam bij Telesport (sportrubriek van De Telegraaf), alwaar hij in 1990 vijftien jaar werkte. Hij combineerde het met radioverslaggever bij de Nederlandse Omroep Stichting. In de jaren negentig verhuisde hij met de verslaggeving mee naar RTL 4, die een aantal jaren verslag deed van de motorraces. In 1995 werd hij benoemd tot directeur van Stichting Circuit van Drenthe; hij had toen ook zelf een uitgeverij in Schalkhaar. Het jaar daarop werd hij ontslagen bij het circuit.
Zijn artikel Met de motor naar het slagveld (motorroute langs de route die Napoleon Bonaparte door Wallonië nam) werd in 2015 beloond met de Persprijs Wallonié.
Naamgenoot Nuij van Loozenoord was secretaris bij Stichting Circuit van Drenthe. 